# Marquez Haynes
Keith MarQuez Haynes (Irving, Texas, Estados Unidos, 19 de diciembre de 1986) es un exjugador de baloncesto estadounidense con pasaporte georgiano que disputó diez temporadas como profesional, todas en Europa. Fue internacional por la selección de baloncesto de Georgia.

## Trayectoria
Su etapa universitaria la pasó en el Boston College y Texas Arlintong. En 2010, tras pasar por dos ligas de verano, ficha por Chalon-Saone de Francia donde conquistó la Copa y alcanzó los cuartos de final del Playoff.
Tras este prometedor debut profesional da el salto a la liga ACB española, fichando por el Gran Canaria 2014.
En la temporada 2012-2013 juega en el Artland Dragons alemán y en la temporada 2013-2014 ficha por el Olimpia Milano pero el 29 de diciembre rescinde su contrato y acaba la temporada en el Montepaschi Siena. En julio de 2014 firma un contrato de dos años con el  Maccabi Tel Aviv B.C. israelí.
En la temporada 2014/15 el norteamericano con nacionalidad georgiana, tuvo un promedio con el Maccabi de Tel Aviv de 8.3 puntos y 2.3 asistencias en la liga israelí, y 4.6 puntos y 1.5 rebotes.
Al final de la temporada, deja Israel pese a tener contrato, y firma un acuerdo con el Dinamo Basket Sassari de 300.000 euros por una temporada.

## Selección Georgiana
Haynes defendió los colores de la selección nacional de Georgia en el EuroBasket 2011, donde promedió 8 puntos por partido, 1.6 rebotes, 1.2 asistencias y 0,9 tapones.

## Estadísticas

### Euroliga
| Año       | Equipo  | PJ | PT | MPP  | %TC  | %3P  | %TL  | RPP | APP | ROB | TPP | PPP |
| --------- | ------- | -- | -- | ---- | ---- | ---- | ---- | --- | --- | --- | --- | --- |
| 2013-2014 | Milano  | 10 | 0  | 13.5 | .263 | .273 | 1000 | .9  | .4  | .2  | .2  | 3.0 |
| 2014-2015 | Maccabi | 25 | 5  | 17.5 | .333 | .301 | .571 | 1.5 | 1.2 | .4  | .1  | 4.6 |
| Total     |         | 35 | 5  | 16.4 | .316 | .295 | .640 | 1.3 | 1.0 | .3  | .1  | 3.0 |